# Linda Clifford
Linda Clifford (New York, 14 giugno 1948) è una cantante e attrice statunitense.

## Biografia
Negli anni 60 Linda Clifford ha tentato una carriera da attrice e preso parte ad un trio jazz, prima di passare alla musica dance e R&B. Grazie al suo secondo album If My Friends Could See Me Now, pubblicato nel 1978, è entrata per la prima volta nella classifica canadese alla 28ª posizione e nella Billboard 200 alla 22ª. In quest'ultima ha poi classificato altri quattro album, tra il 1979 e il 1980. Sempre nel 1979 una cover della cantante di Bridge over Troubled Water si è piazzata alla numero 41 della Hot 100 nazionale e alla 28 della Official Singles Chart. Nel 2015 è tornata sulla scena dance come componente del trio First Ladies of Disco, formato anche da Martha Wash e Evelyn King, pubblicando nuovi singoli e partendo in tournée.

## Discografia

### Album in studio
- 1977 – Linda
- 1978 – If My Friends Could See Me Now
- 1979 – Let Me Be Your Woman
- 1979 – Here's My Love
- 1980 – The Right Combination (con Curtis Mayfield)
- 1982 – I'll Keep on Loving You
- 1984 – Sneakin' Out
- 1985 – My Heart's on Fire

### Raccolte
- 1989 – Greatest Hits
- 1999 – Runaway Love and Other Hits
- 2000 – Runaway Love: The Curtom Anthology

### Singoli
- 1972 – Love Is Not the Question
- 1974 – (It's Gonna Be) A Long Long Winter
- 1974 – After Loving You
- 1974 – Turn the Key Softly
- 1977 – From Now On
- 1977 – You Can Do It
- 1978 – Runaway Love
- 1978 – If My Friends Could See Me Now
- 1978 – Gypsy Love
- 1979 – Bridge over Troubled Water
- 1979 – Don't Give It Up
- 1979 – Sweet Melodies
- 1979 – Between You Baby and Me (con Curtis Mayfield)
- 1979 – I Just Wanna Wanna
- 1980 – Love's Sweet Sensation (con Curtis Mayfield)
- 1980 – Red Light
- 1980 – Shoot Your Best Shot
- 1980 – It Don't Hurt No More
- 1980 – I Had a Talk with My Man
- 1982 – Let It Ride
- 1982 – Don't Come Crying to Me
- 1984 – A Night with the Boys
- 1984 – Sneakin' Out
- 1985 – You're Mine
- 1985 – The Heat in Me
- 1995 – Whatcha Gonna Do
- 1999 – Wanna Give It Up (con Ralphi Rosario)
- 2001 – Changin'
- 2001 – Rise the Storm (con Akabu)
- 2001 – Philly Groove (con Romain & Danny Krivit)
- 2002 – Back to My Roots 2002
- 2002 – Sunshine
- 2003 – Spinnin (con Prospect Park)
- 2008 – How Long
- 2011 – Baby I'm Yours